# Lara Logan

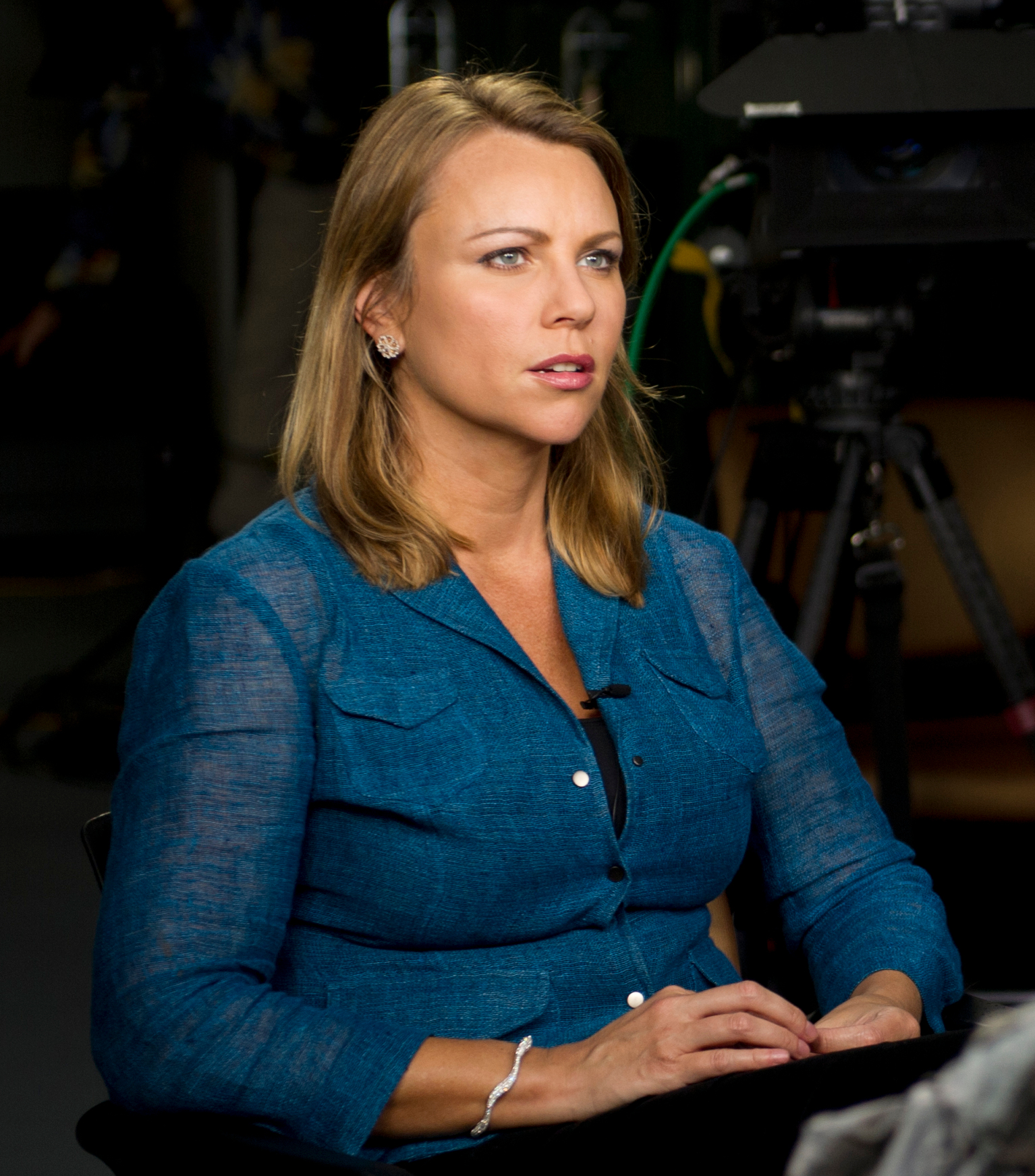
Lara Logan (2013)

Lara Logan (* 29. März 1971 in Durban, Südafrika) ist eine südafrikanische Fernseh- und Hörfunk-Journalistin und Kriegsberichterstatterin. Sie arbeitete als Auslandskorrespondentin für CBS News. Ihre Berichte wurden unter anderem von der Sendung 60 Minutes veröffentlicht. 2019 wechselte sie zur Sinclair Broadcast Group, einem konservativen Medienunternehmen. Im Januar 2020 trat sie Fox Nation bei, einem von Fox News betriebenen Abonnement-Streamingdienst, wurde dort aber nach ca. 2 Jahren und einer Reihe von Kontroversen entlassen.

## Leben
Logan besuchte die High School Durban Girls' College und immatrikulierte sich anschließend an der University of Natal in Durban. Dort machte sie 1992 ihren Abschluss. Ihr Ehemann, Jason Siemon, war ein professioneller Basketball-Spieler im Vereinigten Königreich der inzwischen aufgelösten Brighton Bears.

## Karriere

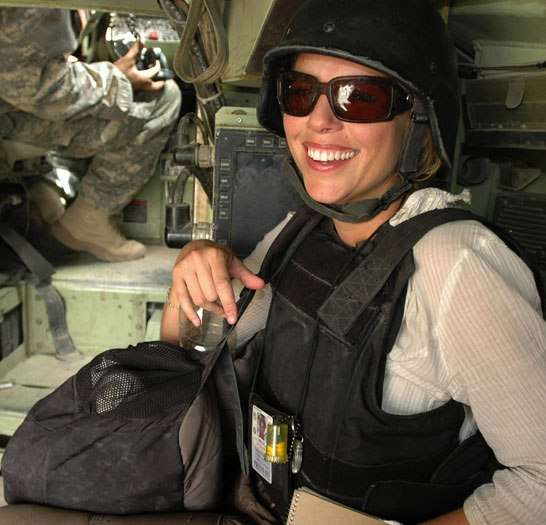
Lara Logan in Irak (2008 oder früher)

Nur wenige Tage nach den Terroranschlägen vom 11. September 2001 bat Logan einen Angestellten der russischen Botschaft in London, ihr ein Visum auszustellen. Sie reiste anschließend durch Afghanistan und das südliche Russland. Ab November 2001 arbeitete Logan als Korrespondentin für die britische Vormittagssendung „GMTV“ und konnte Kontakt zu ranghohen Mitgliedern der Nordallianz in Afghanistan knüpfen. In der Bagram Air Base führte sie unter anderem ein Exklusiv-Interview mit „General Babajan“. Als Chef-Korrespondentin berichtete Logan weitere vier Jahre als Embedded Journalist der amerikanischen Truppen aus dieser Region. Von 2005 bis 2018 war Logan bei CBS für die Sendung 60 Minutes als Korrespondentin tätig. 2013 musste sie sich dabei für Fehler bei der Berichterstattung zum Bengasi-Anschlag entschuldigen. In der Folge der journalistischen Fehler wurde Logan aufgefordert CBS zu verlassen.
2019 wechselte sie zur Sinclair Broadcast Group, einem konservativen Medienunternehmen. Im Januar 2020 trat sie Fox Nation bei, einem von Fox News betriebenen Abonnement-Streamingdienst.

## „Haifa-Street-Kontroverse“
Ende Januar 2007 reichte Logan einen Bericht über Kampfhandlungen entlang der Haifa Street, einer drei Kilometer langen Straße in Bagdad, bei CBS News ein. Als CBS News die Ausstrahlung verweigerte, weil ihr das Filmmaterial zu gewalttätig erschien, versuchte Logan die Veröffentlichung mit Hilfe der Öffentlichkeit zu erreichen. Sie verschickte eine Massen-E-Mail mit folgendem Inhalt: „Bitte sendet diese Mail und den Link zu dem Video an so viele Menschen wie möglich. Meiner Meinung nach sollte jeder eine Chance haben diesen Bericht zu sehen.“
Nachdem dieser Appell für eine entsprechende Verbreitung des Videos sorgte, behaupteten einige Blogger und Kolumnisten, dass der Video-Bericht Filmmaterial der Al-Qaida enthielte. Obwohl diese Behauptung nicht belegt werden konnte, stellte sie Logans Objektivität in Frage. Dass in dem Bericht das US-Militär als Hauptschuldiger dargestellt wurde, brachte ihr außerdem den Vorwurf ein, er sei „einseitig und anti-amerikanisch“.
Der CBS-News-Vizepräsident Paul Friedman bestand darauf, dass das Video nicht von der Al-Qaida stamme, er es aber ablehne den Namen der Quelle preiszugeben. Er sagte: „In der Regel veröffentlichen wir unsere Informationsquellen.“ und fügte hinzu: „In besonderen Fällen müssen wir unsere Quellen vertraulich behandeln. In diesem Fall war es eine Frage von “Leben und Tod”“. Auf die Frage, warum das Video dann auch auf der Website der Al-Qaida zu finden sei, sagte die CBS-News-Pressesprecherin Sandra Genelius: „Dass ein Video gleichzeitig an mehreren Stellen veröffentlicht wird, passiert jeden Tag. Wir verwenden von Zeit zu Zeit auch Videos von einer Al-Qaida-Website. In diesem Fall stammt es aber nicht von der Al-Qaida.“
Logan verwendete später einige Teile des „Haifa-Street“-Materials in einem 60-minütigen Bericht über das Leben in Bagdad.

## Berichterstattung vom Tahrir-Platz am 11. Februar 2011
Am 11. Februar 2011, dem Tag, als der damalige ägyptische Staatspräsident Husni Mubarak zurücktrat, berichtete Lara Logan für CBS auf dem Kairoer „Platz der Befreiung“ live über den Jubel der Ägypter. Ihre Sicherheitsleute konnten nicht verhindern, dass sie von etwa 200 Männern abgedrängt und von ihrem Kamerateam abgeschnitten wurde. Logan wurde das Opfer brutaler sexueller Übergriffe, bis eine Gruppe von Frauen und Soldaten sie aus der Notlage retten konnte. Am nächsten Tag kehrte sie in die USA zurück, wo ihre Verletzungen bis zum 16. Februar stationär behandelt werden mussten. In einem Interview mit ihrem 60-Minutes-Kollegen Scott Pelley erzählte sie öffentlich von ihren traumatischen Erlebnissen in Kairo.
Siehe auch: Sexuelle Gewalt in Ägypten

## Verschwörungstheorien

### Verschwörungstheorien zu AIDS und COVID
Logan verbreitete im November und Dezember 2021 Unwahrheiten und Verschwörungstheorien über AIDS und COVID-19. Sie teilte Artikel, die den wissenschaftlichen Konsens anzweifelten, dass HI-Viren die Immunschwächekrankheit AIDS verursachen. Sie verglich NIAID-Direktor Anthony Fauci mit dem Nazi-Arzt Josef Mengele. Während einer Diskussion bei Fox News über die SARS-CoV-2-Variante Omikron sagte sie: „Und in diesem Moment, was Sie bei Dr. Fauci sehen, ist das, was die Leute zu mir sagen, dass er für sie nicht die Wissenschaft repräsentiert. Er repräsentiert Josef Mengele, Dr. Josef Mengele, den Nazi-Arzt, der während des Zweiten Weltkriegs und in den Konzentrationslagern Experimente an Juden durchgeführt hat, und ich spreche von Menschen auf der ganzen Welt, die das sagen.“ („And so in that moment, what you see on Dr Fauci, this is what people say to me, that he doesn’t represent science to them. He represents Josef Mengele, Dr Josef Mengele, the Nazi doctor who did experiments on Jews during the second world war and in the concentration camps, and I am talking about people all across the world are saying this.“)

Mehrere prominente jüdische Gruppen, darunter die Anti-Defamation League, sowie das Auschwitz-Museum, verurteilten ihre Äußerungen.  Während eines Interviews im Dezember 2021 bezeichnete Fauci Logans Bemerkungen als „[…] eine Beleidigung für all die Menschen, die unter dem Naziregime gelitten haben und in den Konzentrationslagern gestorben sind. Ich meine, es ist unanständig, was sie gesagt hat.“ (It’s an insult to all of the people who suffered and died under the Nazi regime in the concentration camps. I mean, it’s unconscionable what she said.)

### Verschwörungstheorien zur russischen Invasion der Ukraine
Während des Kriegs Russlands gegen die Ukraine nannte Logan ohne Belege den ukrainischen Präsidenten „satanisch“, unterstellte ihm okkulte Praktiken und nannte ihn eine Puppe, die nicht demokratisch gewählt, sondern „ausgewählt“ sei. Sie brachte erneut Verschwörungstheorien über eine neue Weltordnung ein und nannte die Ukrainer „Nazis“. Die russische Staatspropaganda lobte und übernahm Logans Kommentare.